# Remo nos Jogos Pan-Americanos de 2011 - Skiff quádruplo masculino
A competição do skiff quádruplo masculino foi um dos eventos do remo nos Jogos Pan-Americanos de 2011. Foi disputada na Pista de Remo e Canoagem, em Ciudad Guzmán, nos dias 16 e 18 de outubro.

## Calendário
Horário local (UTC-6).
| Data          | Horário | Fase          |
| ------------- | ------- | ------------- |
| 16 de outubro | 10:00   | Eliminatórias |
| 18 de outubro | 10:35   | Final A       |

## Medalhistas
|  | ARG Argentina                                                      |  | CUB Cuba                                                         |  | MEX México                                                         |
|  | Alejandro Cuchietti Santiago Fernández Cristian Rosso Ariel Suárez |  | Janier Concepción Yoennis Hernández Eduardo Rubio Adrián Oquendo |  | Horacio Rangel Edgar Valenzuela Patrick Loliger Santiago Santaella |

## Resultados

### Eliminatórias
| Pos. | Remadores                                                               | País               | Tempo   | Obs. |
| ---- | ----------------------------------------------------------------------- | ------------------ | ------- | ---- |
| 1    | Janier Concepción, Adrián Oquendo, Eduardo Rubio e Yoennis Hernández    | CUB Cuba           | 6:14.99 | FA   |
| 2    | Alejandro Cucchietti, Santiago Fernández, Cristian Rosso e Ariel Suárez | ARG Argentina      | 6:15.62 | FA   |
| 3    | Horacio Rangel, Edgar Valenzuela, Patrick Loliger e Santiago Santaella  | MEX México         | 6:24.95 | FA   |
| 4    | Germán Anchieri, Jhonatan Esquivel, Martín Saldivia e Leandro Salvagno  | URU Uruguai        | 6:29.05 | FA   |
| 5    | Daniel Urevick-Ackelseberg, Andrew Quinn, Robert Duff e Thomas Paradiso | USA Estados Unidos | 6:31.46 | FA   |
| 6    | José Guipe, César Amaris, Pedro Sanz e Emilio Torres                    | VEN Venezuela      | 6:33.67 | FA   |

### Final A
| Pos.              | Remadores                                                               | País               | Tempo   | Obs. |
| ----------------- | ----------------------------------------------------------------------- | ------------------ | ------- | ---- |
| Medalha de ouro   | Alejandro Cucchietti, Santiago Fernández, Cristian Rosso e Ariel Suárez | ARG Argentina      | 5:51.20 |      |
| Medalha de prata  | Janier Concepción, Adrián Oquendo, Eduardo Rubio e Yoennis Hernández    | CUB Cuba           | 5:51.69 |      |
| Medalha de bronze | Horacio Rangel, Edgar Valenzuela, Patrick Loliger e Santiago Santaella  | MEX México         | 5:59.58 |      |
| 4                 | José Guipe, César Amaris, Pedro Sanz e Emilio Torres                    | VEN Venezuela      | 6:05.23 |      |
| 5                 | Germán Anchieri, Jhonatan Esquivel, Martín Saldivia e Leandro Salvagno  | URU Uruguai        | 6:07.84 |      |
| 6                 | Daniel Urevick-Ackelseberg, Andrew Quinn, Robert Duff e Thomas Paradiso | USA Estados Unidos | 6:10.88 |      |

### Remo
| S | Classificado(a) para as semifinais |    |                        | FA | Final A (disputa de medalhas) |  |  | FD | Final D (sem medalhas) |
| Q | Classificado(a) para as quartas    | FB | Final B (sem medalhas) | FE | Final E (sem medalhas)        |  |  |    |                        |
| R | Classificado(a) para a repescagem  | FC | Final C (sem medalhas) | FF | Final F (sem medalhas)        |  |  |    |                        |